# Caj Lun
Caj Lun (Cai Lun) (i. sz. 50-121) , a Han-dinasztiabeli Ho (He) császár egyik hivatalnoka – fegyvertárának igazgatója –, akinek a papírgyártás feltalálását tulajdonítják, melynek dátumát i. sz. 105-re teszik. Sokan őt tartják a történelem legismertebb eunuchjának is. Felfedezése nemesi címet és hatalmas vagyont jelentett a számára. De belekeveredett egy udvari cselszövésbe, s ezért bebörtönözték. Az ítéletet azonban nem várta meg, megmérgezte magát.

## A papír iránti igény megjelenése
Caj Lun (Cai Lun) előtt a legtöbb könyvet Kínában bambuszból készítették. Ezek azonban súlyosak és nehezen kezelhetők voltak. Emiatt a könyvek egy részét selyemre írták, de a selyem ahhoz túl drága anyag volt, hogy használata általános el tudott volna terjedni. Caj Lun (Cai Lun) javasolta a császárnak, hogy a nehéz bambusztábla és a drága selyem helyett papírra írjanak. Az uralkodó elfogadta a jó tanácsot, és elrendelte a papírkészítés elterjesztését. A papír használata így Kínában hamarosan általánossá vált.

## A gyártási technológia
Caj Lun először fakéreggel, kenderrel, ronggyal, szálszövedékkel kísérletezett és filcszerű lapokat sikerült előállítania. A használt anyagok és nyers selyemszálak alkalmazásával elhagyhatta a selyemszövés időrabló műveletét, s végül selyem- és vászonrongyokból készített először papírt. Mivel azonban a rongypapír előállításának művelete Thaiföld északi részén is ismert volt, nem kizárt, hogy ezt az eljárást Caj Lun is ismerte. Ott a papíreperfa kérgét használták fel: tenyérnyi kéregdarabokat főztek ki hamulúgban, és szálas péppé verték szét őket. Ezt a kását finom szitán áttörték, és kiszárították, s ebből lett egyfajta papír.

## Régészeti bizonyítékok
A Caj Lun (Cai Lun) találmányáról szóló kínai leírások a Han-dinasztia hivatalos történetírásában szerepelnek, ezért teljes mértékben megbízhatónak és hihetőnek látszanak. De 1989. augusztus 3-án az Új-Kína hírügynökség szenzációs hírt kürtölt világgá, - eszerint páratlan régészeti leletre bukkantak a kutatók Kínában: megtalálták egy 2100 éves papírtérkép egy darabját, s ez a lelet valószínűleg módosítja eddigi ismereteinket a papír feltalálásának időpontjáról.
A több mint két évezredes térkép maradványát az ország északnyugati Kanszu (Gansu) tartományában találták meg sírfeltárás közben. Az 5,6 centiméter hosszú és 2,6 centiméter széles papírlap egészen vékony és sima, s bár az évszázadok alatt igencsak megrongálódott, tisztán kivehetőek rajta a hegyeket, folyókat és utakat jelző vékony, fekete vonalak.
A tudósok ebből arra következtetnek, hogy a Távol-Keleten már jóval korábban használták a papírt, mint ahogy ezt eddig hitték. A most megtalált, alig több mint tíz négyzetcentiméteres papírdarabka lenszálakból készült, és a papíron írásjelek is láthatóak, ezért ez a lelet az írás történetében is rendkívülinek számít.
A felfedezésből adódik a következtetés, hogy ha már az időszámításunk előtt is ismerték a papírt, akkor a Caj Lun (Cai Lun) féle papír készítéséhez szükséges tudnivalók mégsem voltak annyira titkosak, hiszen ő már jól bevált recept alapján készíthette vagy fejlesztette tovább a találmányát.
A papír alapanyagául egyébként a kínaiak eperfaháncsot, bambuszrostot és kínai füvet is használtak, melyhez kiegészítésként kevés rongyhulladékot is keverhettek.

## Caj Lun(Cai Lun)érdeme
Az bizonyos, hogy Caj Lun (Cai Lun) előtt is készítettek már egyfajta "papírt" Kínában - selyemdarabokat préseltek össze, - tehát a papír feltalálása nem csak az ő érdeme. Caj Lun (Cai Lun) ismerte fel azonban elsőként, hogy a „kezdetleges” papíroknak az általa továbbfejlesztett változata kitűnően alkalmas az írásra! Caj Lun (Cai Lun) előtt a papírnak alapvetően más funkciója volt – különböző tárgyakat készítettek belőle, vagy csomagolásra használták (pl. az orvoslásban használt szereket, eszközöket). Caj Lun (Cai Lun) találmánya nyomán tehát a kínaiak rendelkezésére állt egy írásra alkalmas, nagy tömegben és olcsón előállítható anyag, - s az írás jelentősége, alkalmazása révén a kínai civilizáció néhány évszázad múlva képes volt utolérni e tekintetben a Nyugatot. Ezekben az évszázadokban születtek Kínában az olyan nagy találmányok is mint az iránytű, a puskapor és a fatáblanyomtatás.

## A papír elterjedése
A papír használata a II. évszázad folyamán terjedt el Kína-szerte, olyannyira hogy néhány évszázadon át a kínaiak exportáltak is papírt Ázsia egyéb területeire. Hosszú ideig titokban tudták tartani a papírgyártási technológiát, ám az arabok az i. sz. 751-ben foglyul ejtettek néhány kínai papírkészítőt, s nem sokkal ezután már Szamarkandban és Bagdadban is elő tudtak állítani papírt. A papírkészítés technikája így előbb az arab világban hódított teret, s az arabok révén jutott el Európába ahol viszont csak a 12–13. században terjedt el. S miután Gutenberg a XV. sz. közepe táján feltalálta a korszerű nyomtatást, a papír végleg elfoglalta a pergamen helyét.